# Aliaga (Hiszpania)
Aliaga – gmina w Hiszpanii, w prowincji Teruel, w Aragonii, o powierzchni 193,08 km². W 2011 roku gmina liczyła 366 mieszkańców.